# Горюнов, Иван Алексеевич
Иван Алексеевич Горюнов (23 февраля 1907, дер. Столипино, Тверская губерния — 26 августа 1981, Тверская область) — советский военнослужащий, участник Великой Отечественной войны, полный кавалер ордена Славы, пулемётчик 1104-го стрелкового полка красноармеец — на момент последнего представления к награждению орденом Славы.

## Биография
Родился 23 февраля 1907 года в деревне Столипино (ныне — в Зубцовском районе Тверской области). Окончил 4 класса. Работал в райпромкомбинате.
В 1939—1940 годах проходил срочную службу в Красной Армии. Участник войны с Финляндией в 1939—1940 годах. Воевал на Карельском перешейке пулемётчиком.
В августе 1942 года был вновь призван в армию. В боях Великой Отечественной войны с сентября 1942 года. Первый бой принял у деревни Белогурово, в 10 км от собственного дома. В составе 511-го стрелкового полка 239-й стрелковой дивизии участвовал в боях под городом Ржевом. С сентября 1942 года считался пропавшим без вести. По наградным документам — вновь призван в армию в июле 1944 года из Белоруссии. С осени 1944 года воевал пулемётчиком 1104-го стрелкового полка 331-й стрелковой дивизии. Отличился в боях в Восточной Пруссии.
19 октября 1944 года в бою у населенного пункта Дагутшен красноармеец Горюнов и своего пулемёта истребил до 15 противников и подавил огневую точку.
Приказом командира 331-й стрелковой дивизии от 3 ноября 1944 года красноармеец Горюнов Иван Алексеевич награждён орденом Славы 3-й степени.
26 января 1945 года в бою за город и железнодорожную станцию Летцен красноармеец Горюнов уничтожил более 10 немецких солдат. Будучи раненным, продолжал оставаться в строю и вести огонь из пулемёта.
Приказом командира 331-й стрелковой дивизии от 18 февраля 1945 года красноармеец Горюнов Иван Алексеевич награждён орденом Славы 3-й степени повторно.
16 марта 1945 года у населенного пункта Дейч-Тирау красноармеец Горюнов огнём пулемёта поразил две огневые точки, сразил до 10 противников.
Приказом командира 331-й стрелковой дивизии от 6 апреля 1945 года красноармеец Горюнов Иван Алексеевич награждён орденом Славы 3-й степени третий раз.
В конце 1945 года был демобилизован. Вернулся на родину.
Указом Президиума Верховного Совета СССР от 31 марта 1956 года в порядке перенаграждения Горюнов Иван Алексеевич награждён орденами Славы 2-й и 1-й степеней. Стал полным кавалером ордена Славы.
Жил в родной деревне Столипино. Работал в райпромкомбинате стирателем. Скончался 26 августа 1981 года. Похоронен на кладбище города Зубцов.
Награждён орденами Славы 3-х степеней, медалями, в том числе медалью «За отвагу».